# 酒井俊幸 (アナウンサー)
酒井 俊幸（さかい としゆき、1972年6月26日 - ）、薬剤師 、最高位戦日本プロ麻雀協会所属の麻雀プロ。元福岡放送報道部記者。以前は佐賀県内でアナウンサーとして活動していた。長崎県在住。

## 経歴
長崎県大村市出身。熊本大学薬学部卒業後、1998年、「NBC P&S」社（現： 株式会社NBCラジオ佐賀）にアナウンサーとして入社。高校野球佐賀県大会決勝戦の実況や情報番組、音楽番組などを担当。造詣の深い芸能エンタメ系のトークで人気を博した。
2007年にNBCラジオ佐賀を退社、株式会社サガテレビに移籍。主にニュースやスポーツ取材などを担当した。退社後の2010年4月に中途採用で福岡放送入社。報道記者として活動したのち、2013年3月をもって退社した。
2017年6月11日放送のパネルクイズ アタック25に赤のパネラーとして出演。11枚獲得し優勝。地中海クルーズをかけたVTR問題も『藤原鎌足』を見事正解し獲得した。
2019年3月、６回目の挑戦で薬剤師国家試験に合格。46歳での再挑戦として、同年６月の西日本新聞に掲載された。
最高位戦日本プロ麻雀協会の第49期前期プロテストを東京会場にて受験し合格、2024年1月25日付けでプロ雀士となった。

## サガテレビ時代の出演番組
- FNNスピーク 佐賀県のニュース
- かちかちワイド

## NBC時代の出演番組
- 情報ファイルさが
- 歌え！ヤンヤンアイドル
- 酒井俊幸のモーニングダッシュ
- スポーツ実況（高校野球・駅伝など）
- まちこさんと酒井くんの土曜はギューッと

ほか多数